# Ай-Куръёх
Ай-Куръёх (устар. Ай-Кур-Ёх) — река в России, протекает по территории Белоярского района Ханты-Мансийского АО. Устье реки находится в 447 км от устья Казыма по правому берегу. Длина реки — 88 км, площадь водосборного бассейна — 980 км².

## Притоки
- Емынгикиайёхан (пр)
- 44 км: Кутлопайкуръёх (пр)
  - 1 км: Лунгхортъёхан (пр)
- 56 км: Пелколтъёхан (пр)
- 65 км: Миндатыйайкуръёх (лв)
- 82 км: Соромлоръайёхан (лв)

## Данные водного реестра
По данным государственного водного реестра России относится к Нижнеобскому бассейновому округу, водохозяйственный участок реки — Обь от впадения Иртыша до впадения реки Северная Сосьва, речной подбассейн реки — бассейны притока Оби от Иртыша до впадения Северной Сосьвы. Речной бассейн реки — (Нижняя) Обь от впадения Иртыша.
Код объекта в государственном водном реестре — 15020100112115300020333.